# Mytholmroyd
Mytholmroyd is een plaats in het bestuurlijke gebied Calderdale, in het Engelse graafschap West Yorkshire. De plaats telt 4.200 inwoners.